# Czuprynek czubaty
Czuprynek czubaty (Anairetes parulus) – gatunek małego ptaka z rodziny tyrankowatych (Tyrannidae). Występuje w zachodniej i południowej części Ameryki Południowej. Niezagrożony wyginięciem.

## Morfologia
Długość ciała wynosi 9,5–11 cm, masa ciała około 6 g. Skrzydło mierzy około 6 cm, ogon 5,8 cm. Tęczówka jasna. Pierś czarno-biało paskowana. Wierzch głowy czarny z cienkim czubem, czoło w białe paski. Wierzch ciała szary, lotki ciemniejsze. Przy złożonym skrzydle widoczne dwa białe pasy. Sterówki ciemnoszare.

## Zasięg występowania i podgatunki
Wyróżnia się następujące podgatunki:
- A. p. aequatorialis Berlepsch & Taczanowski, 1884 – południowa Kolumbia do północnej Argentyny
- A. p. patagonicus (Hellmayr, 1920) – centralna Argentyna
- A. p. parulus (Kittlitz, 1830) – południowe Chile i południowo-zachodnia Argentyna

Spotykany na wysokości 1800–4200 m n.p.m. Zasiedla zakrzewienia, zarówno na terenie otwartym, jak i na obrzeżach lasów.

## Behawior
Żywi się wyłącznie owadami. Żwawy. Żeruje w parach lub małych grupach rodzinnych. Lot odbywa głównie z krzewu na krzew. Często zadziera ogon w górę. Rzadko żeruje z innymi gatunkami, takimi jak np. ostrogonek mały (Aphrastura spinicauda). W okresie lęgowym terytorialny i agresywny. 

## Lęgi
Okres lęgowy trwa od stycznia do czerwca. W jednym sezonie wyprowadza dwa lęgi. Gniazdo ma kształt małego kubeczka, jest zwarte, budulec stanowią trawy, włókna roślinne, korzonki; wyściółkę stanowią małe pióra. W lęgu 2–3 jaja o kremowej barwie. Okres inkubacji oraz przebywania piskląt w gnieździe nieznany.

## Status
W Czerwonej księdze gatunków zagrożonych IUCN czuprynek czubaty klasyfikowany jest jako gatunek najmniejszej troski (LC, Least Concern) nieprzerwanie od 1988 roku. Liczebność populacji nie została oszacowana, ale ptak ten opisywany jest jako pospolity. Trend liczebności populacji uznawany jest za stabilny.